# Южный Флатхед
Южный Флатхед (англ. South Fork Flathead River) — река на северо-западе штата Монтана, США. Одна из трёх основных составляющих реки Флатхед, которая в свою очередь является притоком реки Кларк-Форк (бассейн реки Колумбия). Длина составляет около 158 км; площадь бассейна — 4310 км².
Так же, как и соседний Средний Флатхед, Южный Флатхед берёт начало в местности к югу от национального парка Глейшер, в месте слияния рек Данаэр-Крик и Янг-Крик, между горными хребтами Флатхед и Суон. На протяжении первых 64 км река течёт в северо-западном направлении, меандрируя через лесистую и необжитую долину. Далее течёт на север, входит в узкое ущелье и ещё ниже входит в водохранилище Хангри-Хорс. Имея площадь 250 км², водохранилище занимают большую часть низовьев реки, протянувшись далеко в северном направлении. Плотина Хангри-Хорс расположена лишь в нескольких милях от устья реки. Несколько нижних миль река течёт через узкое ущелье, впадая в реку Флатхед немногим ниже впадения реки Средний Флатхед.